# Hermes DVS in het seizoen 1970/71
Het seizoen 1970/1971 was het 17e en laatste jaar in het bestaan van de Schiedamse betaaldvoetbalclub Hermes DVS. De club kwam uit in de Tweede divisie en eindigde daarin op de vierde plaats. Tevens deed de club mee aan het toernooi om de KNVB beker, hierin werd de club in de eerste ronde uitgeschakeld door FC Twente (0–7). Na het seizoen werd duidelijk dat bij de sanering van het betaald voetbal in Nederland er een aantal clubs noodgedwongen moesten verdwijnen naar de amateurs. Hermes DVS was op basis van de criteria (gemiddelde van het aantal betalende toeschouwers over de afgelopen vijf jaar) van de KNVB een van de elf clubs die moesten verdwijnen uit het betaald voetbal. De club werd opnieuw ingedeeld in de tweede klasse amateurs.

## Wedstrijdstatistieken

### Tweede divisie
|       | AGOVV | Baronie | SC Drente | EDO   | Eindhoven | Fortuna | Gooiland | Limburgia | NOAD  | PEC   | RBC   | RCH   | Roda JC | De Volewijckers | FC VVV | ZFC   |
| ----- | ----- | ------- | --------- | ----- | --------- | ------- | -------- | --------- | ----- | ----- | ----- | ----- | ------- | --------------- | ------ | ----- |
| Thuis | 2 – 0 | 4 – 1   | 3 – 0     | 3 – 0 | 0 – 1     | 2 – 0   | 0 – 2    | 3 – 1     | 2 – 0 | 1 – 0 | 5 – 0 | 3 – 1 | 1 – 1   | 1 – 1           | 4 – 1  | 2 – 1 |
| Uit   | 1 – 0 | 0 – 1   | 0 – 2     | 0 – 4 | 3 – 0     | 1 – 2   | 1 – 1    | 2 – 0     | 3 – 1 | 1 – 1 | 0 – 0 | 3 – 1 | 0 – 0   | 2 – 0           | 1 – 2  | 1 – 0 |

### KNVB beker
| 1e ronde                                      | FC Twente                                                                                      | 7 – 0 (3 – 0) | Hermes DVS |
| 16 augustus 1970 Plaats: Enschede Het Diekman | René Notten 4' Theo Pahlplatz 5', 26', 57', 76' René van de Kerkhof 55' Issy ten Donkelaar 80' |               |            |

## Statistieken Hermes DVS 1970/1971

### Eindstand Hermes DVS in de Nederlandse Tweede divisie 1970 / 1971
| Stand | Gespeeld | Gewonnen | Gelijk | Verloren | Punten | Doelpunten voor | Doelpunten tegen |
| ----- | -------- | -------- | ------ | -------- | ------ | --------------- | ---------------- |
| 4e    | 32       | 17       | 6      | 9        | 40     | 51              | 29               |

### Topscorers
| #      | Naam              | Goal |
| ------ | ----------------- | ---- |
| 1.     | Cees van Kooten   | 21   |
| 2.     | Mede Ruys         | 9    |
| 3.     | Ger Bakkes        | 7    |
| 4.     | Ties van Duppen   | 3    |
| 4.     | Sije Visser       | 3    |
| 6.     | Dick van Nierop   | 2    |
| 6.     | Aad van der Stelt | 2    |
| 8.     | Wim van Baarle    | 1    |
| 8.     | Gerard Flaes      | 1    |
| 8.     | Ger Lagendijk     | 1    |
| 8.     | Aad van der Voort | 1    |
| Totaal | Totaal            | 51   |

| #      | Naam        | Goal |
| ------ | ----------- | ---- |
| –      | Geen speler | 0    |
| Totaal | Totaal      | 0    |

## Voetnoten
AGOVV · Baronie · SC Drente · EDO · Eindhoven · Fortuna · Gooiland · Hermes DVS · Limburgia · NOAD · PEC · RBC · RCH · Roda JC · De Volewijckers · FC VVV · ZFC